# Frau von Brill
Als Frau von Brill wird ein Grabfund aus der mittleren Bronzezeit auf dem Gebiet der Gemeinde Dunum in Ostfriesland bezeichnet. Erstmals wurden dort Grabbeilagen aus Metall entdeckt, die ansonsten in der Region aus dieser Periode fehlen.

## Der Fund
Die Frau von Brill wurde während der mittleren Bronzezeit auf einer Kuppe der heutigen Briller Gaste bestattet, die offenbar schon seit der Steinzeit als Begräbnisstätte genutzt wurde. Vor der Beerdigung wurde sie in einen Baumsarg, der aus einem gespaltenen und ausgehöhlten Stamm gefertigt worden war, gebettet, von dem sich nur noch Spuren fanden.
Im Unterschied zu anderen Funden, die in diese Periode datiert werden, war ihr Grab reich ausgestattet. Gefunden wurden Locken- oder Schläfenringe, ein Halsreif aus Bronze, mehrere kleine Bronzehütchen, die vermutlich zu einer Kette gehörten, eine Perlenkette aus Bernstein, eine Radnadel mit doppelter Felge, die vermutlich einen Umhang oder einen Mantel auf der Brust schloss, sowie ein längsgeripptes bronzenes Armband.

## Wissenschaftliche Analyse
Vermutet wird, dass die Frau zu Lebzeiten hohes Ansehen genoss, da sie mit ihrem kompletten Schmuck bestattet wurde. Die reiche Ausstattung deutet darauf hin, dass die Menschen dieser Zeit das Leben im Jenseits offensichtlich als Fortsetzung des Lebens auf der Erde ansahen und alles, was als wichtig angesehen wurde, mit ins Grab legten. Vergleiche mit ähnlichen Funden wie dem des Mädchens von Egtved oder der Prinzessin von Fallingbostel in der Lüneburger Heide lassen vermuten, dass die Frau mit einem Kittel, einem Rock und einem Mantel aus gewebter Schafwolle bekleidet war.